# Hikkim
Hikkim est un village situé dans le district de Lahaul et Spiti, dans l'État de Himachal Pradesh, au nord de l'Inde, situé à 4 400 m d'altitude et à 46 km par la route de Kaza. Il s'agit de l'un des villages indiens habités à l'année les plus hauts : on y trouve des habitations entre 4 330 et 4 400 m d'altitude.

## Situation et accès
Hikkim est situé dans l'Himalaya, ce qui en fait un village difficile d'accès, et d'autant plus pendant la moitié la plus froide de l'année, lorsque de fortes chutes de neige bloquent les routes de la région. L'une d'elles relie Hikkim à Kaza, qui est la ville la plus proche par la route, à 46 km.

## Le plus haut bureau de poste au monde
Le bureau de poste du village, créé en 1983, est situé à 4 400 m d'altitude, ce qui en fait l'un des plus hauts bureaux de poste du monde et le plus haut d'Inde. Il permet de relier Hikkim et les villages voisins au reste du monde par l'envoi et la réception de lettres postales. Les habitants peuvent également effectuer des dépôts et retraits d'argent.
Ce bureau est devenu une modeste attraction touristique et certains globe-trotteurs s'amusent à envoyer des lettres depuis le plus haut bureau de poste du monde.
L'index postal du bureau d'Hikkim est 172114.
Le bureau est fermé l'hiver en raison des chutes de neige qui rendent impossible le transport. En effet, le courrier est transporté à pied jusqu'à Kaza.

## Population
Les habitants sont majoritairement bouddhistes.
Les habitations et bâtiments sont principalement construits avec du bois et de la pierre.